# 360° (album)
360° è l'album di debutto del cantante portoricano Chelo, pubblicato nell'estate 2006. In esso è contenuto la hit internazionale Cha Cha.

## Tracce
1. Un Corazón (One Heart)  3:08
2. U Got Me  4:05
3. Can't Let It Go 4:06
4. Slow Motion 4:32
5. Cha Cha  3:13
6. Voodoo feat. Lova Boy 3:23
7. Fantasy 5:03
8. Just Maybe  4:12
9. Tus Ojos (Your Eyes)  4:07
10. We Comes 2 Party  feat. Medeiros 3:14
11. Yummy Feat. Too $hort 3:42
12. Touch 2nite  3:50
13. Cha Cha (Spanglish Version) 3:17